# Anolis jacare
Anolis jacare – gatunek nadrzewnej jaszczurki z rodziny Anolidae.

## Systematyka
Gatunek zalicza się do rodzaju Anolis, klasyfikowanego obecnie w monotypowej rodzinie Anolidae. W przeszłości rodzaj ten zaliczany był do licznej w gatunki rodziny legwanowatych (Iguanidae).

## Rozmieszczenie geograficzne
Przedstawiciel kladu Iguania żyje na północy kontynentu południowoamerykańskiego: w zachodniej Wenezueli (w stanach Mérida, Táchira, Trujillo i Zulia) i północno-wschodniej Kolumbii (w departamencie Norte de Santander).
Zwierzę zamieszkuje na wysokościach od 1400 do 2200 m n.p.m.

## Siedlisko
Jaszczurka ta zasiedla tropikalne wilgotne lasy górskie. Wiedzie w nich nadrzewny tryb życia, zamieszkując korony i gałęzie, a nieraz dając się też zauważyć na pniu.

## Zagrożenia i ochrona
W Czerwonej księdze gatunków zagrożonych IUCN Anolis jacare jest klasyfikowany jako gatunek najmniejszej troski (LC, ang. Least Concern).
Występuje względnie pospolicie. Trend liczebności populacji oceniany jest jako stabilny.
Nie podejmuje się ochrony tego gatunku. Jego zasięg występowania zazębia się z obszarami chronionymi.